# Felix Platte
Felix Platte (Höxter, 11 de fevereiro de 1996) é um futebolista profissional alemão que atua como atacante. Atualmente, defende o Paderborn.

## Carreira
Platte começou a carreira como profissional no Schalke 04, por onde assinou um contrato de dois anos. Ele atuou pela Seleção Alemã de Futebol Sub-21, por onde jogou o Campeonato Europeu de Futebol Sub-21 de 2017.

## Títulos
Alemanha
- Campeonato Europeu Sub-21: 2017